# HMS Kashmir (1915)
HMS Kashmir (с англ. — «Корабль Её Величества «Кашмир»») — британский грузовой лайнер, построенный во время Первой мировой войны для дальневосточных маршрутов компании Peninsular and Oriental Steam Navigation Company (P&O). Он служил в этом качестве до конца 1916 года, когда его реквизировали для службы в качестве войскового транспорта. В 1918 году он столкнулся с другим реквизированным судном, HMS Otranto, который впоследствии сел на мель на острове Айлей, что привело к большим человеческим жертвам. После войны судно было возвращено компании Peninsular and Oriental Steam Navigation Company и оставалось в эксплуатации до 1932 года.

## Описание
Общая длина судна «Kashmir» составляла 480 футов (146,3 м), ширина — 58 футов 3 дюйма (17,8 м), осадка — 33 фута 8 дюймов (10,3 м). Его тоннаж составлял 8841 валовых регистровых тонн (GRT) и 5540 чистых регистровых тонн (NRT). Корабль был оснащён двумя 4-цилиндровыми паровыми компаунд-машинами, каждая из которых приводила в движение один гребной винт. Общая мощность двигателей составляла 14 000 номинальных лошадиных сил (10 000 кВт), что обеспечивало максимальную скорость 14—15 узлов (26—28 км/ч; 16—17 миль/ч). Судно вмещало 78 пассажиров первого класса и 68 пассажиров второго класса.

## Строительство и карьера
Названный в честь индийского региона Кашмир, корабль был построен компанией Caird & Company на верфи в Гриноке под строительным номером 329 для компании Peninsular and Oriental Steam Navigation Company (P&O). Он был спущен на воду 16 февраля 1915 года и обошёлся в 185 396 фунтов стерлингов. Первоначально «Kashmir» использовался на дальневосточных маршрутах P&O, но в декабре 1916 года был реквизирован Адмиралтейством для службы в качестве войскового транспорта. Сначала он служил в Средиземном море, а затем в Северной Атлантике.
В сентябре 1918 года «Кашмир» был назначен на конвой HX-50, перевозивший американские войска из Нью-Йорка в Ливерпуль, и это был его третий такой рейс. Во время плавания несколько сотен солдат заболели гриппом-«испанкой», от которой умерли миллионы людей по всему миру. 4 октября конвой попал в сильный шторм, который в течение следующих нескольких дней становился ещё сильнее; к утру 6 октября он оценивался как шторм силой 11 баллов по шкале Бофорта с огромными волнами. Шторм заставил британские эсминцы, которые должны были встретиться с ними 5 октября, вернуться в порт, а последний американский эскорт вышел из порта в 06:00. Погода мешала точной навигации, и конвой был вынужден пользоваться счислением координат. Судовые офицеры не знали, находятся ли они у северного побережья Ирландии или западного побережья Шотландии. Когда рассвело, стало видно скалистое побережье в 3-4 милях (4,8—6,4 км) к востоку, прямо перед конвоем. Большинство кораблей правильно решили, что это побережье Шотландии, и повернули на юг, но вахтенный офицер «Отранто» решил, что это ирландское побережье, и повернул на север. «Kashmir» находился всего в 800 м к северу от «Otranto», и этот поворот поставил суда на курс столкновения. Оба судна попытались избежать столкновения, но их усилия не увенчались успехом, и «Кашмир» протаранил левый борт «Отранто» в нескольких милях от скалистого побережья острова Айлей.
В результате столкновения носовая часть «Кашмира» была сильно повреждена, а штормящее море и сильный ветер быстро разделили два судна. Они развернули лайнер так, что он оказался обращённым на север, перпендикулярно волнам. Стремясь максимально сохранить носовую часть судна от затопления, капитан приказал всем пассажирам пересесть на корму и направился в Глазго, где высадил своих пассажиров.
После ремонта «Кашмир» был передан во временное пользование французам для репатриации военнопленных, а затем для перевозки британских войск между Францией и Великобританией. Во время одного из таких рейсов при выходе из Гавра в январе 1919 года у судна отвалился левый гребной винт. Судно было возвращено владельцам в марте 1919 года. После восстановления довоенной конфигурации «Кашмир» был назначен на рейс Лондон—Бомбей—Дальний Восток на следующее десятилетие.
В феврале 1929 года он был протаранен бельгийским угольщиком «SS Alexander I» и сел на мель в устье Шельды. Кашмир был отремонтирован, но позже владельцы сочли его устаревшим и 31 июля 1932 года продали за 14 400 фунтов стерлингов японскому торговцу металлоломом Т. Окушоджи.